# Eine kleine Nachtmusik
Eine kleine Nachtmusik (Tiểu dạ khúc), K. 525, là một trong những tác phẩm phổ biến nhất của Wolfgang Amadeus Mozart. Được sáng tác xong ngày 10 tháng 8 năm 1787 tại Viên, nó là một trong những serenade tiêu biểu nhất của Mozart.

## Đoạn trình bày
Chuyển hành thứ nhất, ngắn gọn và không rắc rối, là một thí dụ hoàn hảo của thể loại tiểu khúc sonata. Được viết cho một buổi tối giải trí nhẹ nhàng, nó không yêu cầu kỹ năng cảm thụ phức tạp.
- Chuyển hành đầu tiên mở ra bằng đoạn trình bày, một chủ đề quen thuộc thứ nhất.

Nghe câu nhạc
Chủ đề này với những ý nhạc giai điệu khác được thiết lập ở cung Sol trưởng.
Nghe câu nhạc
Nghe câu nhạc
- Đoạn chuyển tiếp,

Nghe câu nhạc

dẫn từ chủ đề chính và chuẩn bị cho chủ đề thứ nhì ở cung át, cung Re trưởng. Chủ đề thứ nhì, với tính cách nhịp nhàng duyên dáng, tạo sự tương phản với chủ đề đầu tiên.
Nghe câu nhạc
Đoạn trình bày chấm dứt với hai đóng những ý tưởng, chủ đề một đằm thắm trữ tình làm dịu đi chủ đề hai mạnh mẽ chấm dứt đoạn nhạc.
Nghe câu nhạc
Một đoạn trình bày thường được so sánh tiềm năng chuẩn bị cho đoạn phát triển kế tiếp nơi người sáng tác có một cơ hội để trình bày trí tưởng tượng và năng lực sáng tạo. Ở đây nhà sáng tác khai triển sự chuyển cung và những ý tưởng giai điệu. Chất liệu giai điệu từ ý tưởng ban đầu có thể được sử dụng hoặc ý tưởng mới có thể được giới thiệu.

## Đoạn phát triển
Trong Eine Kleine Nachtmusik, đoạn phát triển ít phức tạp hơn, và không có những mánh khóe thông minh. Mozart đơn giản sử dụng chủ đề đầu tiên và ý nhạc thứ nhất của hai ý nhạc kế tiếp trong đoạn trình bày, đặt chúng ở một cung khác trước, cung Re trưởng.

## Đoạn tái hiện
Sau đoạn phát triển, đoạn tái hiện khẳng định lại cho rõ ràng đoạn trình bày mà không có sự chuyển cung. Cả hai chủ đề thứ nhất và thứ nhì những được nghe ở cung chính, cung Sol trưởng, và chuyển hành chấm dứt bằng một đoạn coda ngắn. Toàn bộ chuyển hành cân bằng hoàn hảo và gọn gàng.